# Tim Burton
Timothy Walter (Tim) Burton (Burbank, 25 augustus 1958) is een Amerikaanse tekenaar, filmregisseur en producent. Hij valt op door zijn donkere humor, gothicstijl en referenties aan cartoons en horrorfilms.

## Biografie

### Jeugd
Hij werd als eerste van twee zonen geboren in 1958 in Burbank, Californië. Thuis deed hij zijn voorliefde voor tekenfilms, horror en Edgar Allan Poe op. Zelf beschrijft hij zijn kindertijd als spitsvondig, in zichzelf gekeerd en uiterst creatief. Zowel thuis als op school voelde hij zich de vreemde eend in de bijt, waardoor hij zijn toevlucht zocht tot horrorfilms, wat zijn verdere carrière onherroepelijk zou beïnvloeden. Vooral de films van Vincent Price, in het bijzonder de films gebaseerd op het werk van Edgar Allan Poe, hadden zijn voorkeur. Een veelvoorkomend thema in zijn latere werk is dan ook de misvormde "kinderman", balancerend tussen de volwassen wereld en die van de kinderlijke fantasie, en hij zou Vincent Price ook casten in diens laatste rol in Edward Scissorhands (1990).
Burton studeerde drie jaar lang animatie aan de California Institute of the Arts, waarna hij in 1980 als beginnend animator aan de slag mocht bij Disney. De eerste film waaraan hij werkte was Ralph Bakshi's bewerking van The Lord of the Rings, waarbij hij niet eens in de aftiteling werd vermeld. Bij Disney werkte hij onder andere mee aan de lange tekenfilm Frank en Frey, wat hem naar verluidt gek maakte.

### Vroege carrière
Bij Disney maakte hij zijn eigen korte films, waaronder de tekenfilm Vincent (1982), een ode aan zijn idool Vincent Price, en Frankenweenie (1984), een kruising tussen een kinderverhaal en James Whales Frankenstein. Deze film werd ongeschikt voor kinderen verklaard vanwege scènes over het reanimeren van dode huisdieren. Disney wist niet wat ze aan moesten met zijn filmpjes en Tim Burton voelde zich ongelukkig bij zijn werkgever.
Paul Reubens, die een regisseur zocht voor een film over zijn alter ego Pee-Wee Herman, zag Frankenweenie en was onder de indruk. Pee-Wee's Big Adventure kwam uit in 1985 en was Burtons eerste lange speelfilm. De film kostte $ 7 miljoen maar bracht $ 40 miljoen op en was een van de grootste hits voor Warner Bros in de vroege jaren tachtig. Zijn volgende film, Beetlejuice uit 1988, was een nog groter succes. De film bracht $ 80 miljoen op en kreeg een Academy Award voor beste make-up. Door zijn vermogen financiële successen te boeken met een laag budget kwam hij onder de aandacht van de studiobazen, en kreeg hij de mogelijkheid aangeboden de blockbuster Batman te regisseren. De hoofdrolspeler van Beetlejuice, Michael Keaton, mocht in deze film weer de hoofdrol spelen. Jack Nicholson speelde de Joker. Het werd een enorme hit, een van de grootste hits van de jaren tachtig.

### Jaren 90 en verder
In 1990 kwam Edward Scissorhands uit. Burton werkte weer samen met Vincent Price, in een van zijn laatste rollen. De rol van de melancholische outcast ging naar Johnny Depp, met wie hij nog vaker zou samenwerken. In 1992 kwam Batman Returns uit, het vervolg van zijn succesfilm uit 1989, met Michelle Pfeiffer als Catwoman en Danny DeVito als the Penguin. Na deze reeks successen kreeg hij weer belangstelling van Disney, waarvoor hij zijn zelfgeschreven donkere stop-motion-animatie The Nightmare Before Christmas produceerde, maar niet zelf regisseerde. In 1994 regisseerde hij weer een film, Ed Wood, een biopic over Edward D. Wood jr., de slechtste filmmaker aller tijden. Hierna produceerde hij Batman Forever en Roald Dahls James and the Giant Peach.
In 1996 verscheen Mars Attacks!, waarmee Burton een ode bracht aan de horror- en sci-fi-films uit de jaren vijftig. Sleepy Hollow uit 1999 is gebaseerd op Washington Irvings The Legend of Sleepy Hollow, over de Nederlandse nederzetting Sleepy Hollow, die geteisterd wordt door de "Headless Horseman". In 2001 volgde de remake van Planet of the Apes en in 2003 kwam Big Fish uit, misschien wel Burtons meest persoonlijke film. In 2005 kwamen Charlie and the Chocolate Factory, naar het boek van Roald Dahl, en de animatiefilm Corpse Bride uit. Eind 2007 volgde (eerst in de Verenigde Staten) zijn horrordrama Sweeney Todd.
Voor al zijn films sinds Pee-Wee's Big Adventure werd de muziek verzorgd door Danny Elfman, met uitzondering van Ed Wood, waarvoor hij de hulp inriep van Howard Shore, en Miss Peregrine's Home for Peculiar Children, waarvoor Michael Higham en Matthew Margeson de muziek verzorgden omdat Elfman de handen vol had aan Alice Through the Looking Glass.
Naast zijn filmwerk schreef Tim Burton de gedichtenbundel The Melancholy Death of Oyster Boy: and Other Stories, die hij van eigen tekeningen voorzag. Het boek gaat over misvormde kinderen zoals Oyster Boy, Match Girl, Stain Boy (die eigen officiële flashfilmpjes heeft op atomfilms.com), The Girl who Turned into a Bed en andere dergelijke "freaks".
In 2024 kreeg Burton een ster op de Hollywood Walk of Fame.

### Persoonlijk leven
In 1989 trouwde hij met Lena Gieseke, een Duitse artieste. Ze scheidden gauw na het filmen van Batman Returns. Ook had hij een tijdje een relatie met Lisa Marie. Daarna was Helena Bonham Carter zijn vriendin, die hij leerde kennen op de set van Planet of the Apes en met wie hij in Londen woonde. In 2003 werd hun zoon geboren en in december 2007 hun dochter. Eind december 2014 gingen ze uit elkaar. Sinds 2023 heeft hij een relatie met actrice Monica Bellucci.

## Handelsmerken
Inhoudelijke kenmerken:
- De hoofdpersoon is vaak een eenzame persoon die niet begrepen wordt door de wereld om zich heen. Het is een randfiguur, een outcast, een verschoppeling met dikwijls een bleke huid. Het is altijd een persoon met een rijke fantasie en een mengsel van kind en volwassene. Dit personage is vaak een alter ego voor Tim Burton.

Visuele kenmerken:
- De decors zijn vaak gebaseerd op de gothic horror-architectuur. Vaak zijn interieurs en kostuums gebaseerd op de Victoriaanse architectuur.
- In sommige films, Ed Wood en Edward Scissorhands bv., laat Burton een voorliefde zien voor de slaperige Amerikaanse voorsteden. Deze voorsteden worden in beeld gebracht met veel zonlicht, groene gazons, witte tuinhekjes, ronde brievenbussen en veel pastelkleuren. Deze voorsteden worden door Burton altijd als negatief afgeschilderd, ze staan in fel contrast met de duistere fantasiewereld die altijd als positief afgeschilderd wordt. Burton groeide zelf op in zo'n voorstad.
- Hij is vaak beïnvloed door de Duits-expressionistische cinema, met sterk overdreven sets.
- Hij gebruikt vaak schaduwen om een duistere, griezelige sfeer te scheppen.
- Hij gebruikt vaak gestreepte patronen (vooral voor kleding), gekromde spiralen en opkrullende randen.
- Ook komen skeletten, meestal geïnspireerd op de Mexicaanse Dag van de Doden, dode honden, clowns, schapen, grijze hemels, bomen met vreemde vormen en vogelverschrikkers vaak voor in zijn werk.
- Hij 'personaliseert' de logo's van de productie aan het begin van elke film.
- De aftiteling aan het begin van de film vertoont vaak een tracking shot.
- Een vaak wederkerende cast met wie hij nauw samenwerkt, zoals Johnny Depp, Michael Keaton, Jeffrey Jones, Winona Ryder, Christopher Walken, Jack Nicholson, Helena Bonham Carter en Christopher Lee.
- Zijn kunst en films zijn vaak beïnvloed door Edward Gorey en diens pen- en inkttekeningen.
- Feestdagen als Halloween en Kerstmis komen vaak voor.
- Sneeuwbuien komen vaak voor.
- Zijn favoriete personage Jack Skellington komt niet alleen voor in The Nightmare Before Christmas, maar ook als piratenkapitein in James and the Giant Peach. Zijn gezicht staat ook op de top van een draaimolen in Beetlejuice.

## Filmografie
| Jaar | Film / Televisieserie                          | Bijdragen | Bijdragen | Bijdragen | Opmerkingen                         |
| Jaar | Film / Televisieserie                          | Regie     | Scenario  | Productie | Opmerkingen                         |
| ---- | ---------------------------------------------- | --------- | --------- | --------- | ----------------------------------- |
| 1982 | Vincent                                        | Afgevinkt | Afgevinkt |           | Korte animatiefilm                  |
| 1984 | Frankenweenie                                  | Afgevinkt | Afgevinkt |           | Korte film                          |
| 1985 | Pee-Wee's Big Adventure                        | Afgevinkt |           |           |                                     |
| 1988 | Beetlejuice                                    | Afgevinkt |           |           |                                     |
| 1989 | Batman                                         | Afgevinkt |           |           |                                     |
| 1990 | Edward Scissorhands                            | Afgevinkt | Afgevinkt | Afgevinkt |                                     |
| 1992 | Batman Returns                                 | Afgevinkt |           | Afgevinkt |                                     |
| 1993 | The Nightmare Before Christmas                 |           | Afgevinkt | Afgevinkt | Animatiefilm                        |
| 1994 | Cabin Boy                                      |           |           | Afgevinkt |                                     |
| 1994 | Ed Wood                                        | Afgevinkt |           | Afgevinkt |                                     |
| 1995 | Batman Forever                                 |           |           | Afgevinkt |                                     |
| 1996 | James and the Giant Peach                      |           |           | Afgevinkt | Animatiefilm                        |
| 1996 | Mars Attacks!                                  | Afgevinkt |           | Afgevinkt |                                     |
| 1999 | Sleepy Hollow                                  | Afgevinkt |           |           |                                     |
| 2001 | Planet of the Apes                             | Afgevinkt |           |           |                                     |
| 2003 | Big Fish                                       | Afgevinkt |           |           |                                     |
| 2005 | Charlie and the Chocolate Factory              | Afgevinkt |           |           |                                     |
| 2005 | Corpse Bride                                   | Afgevinkt |           | Afgevinkt | Animatiefilm                        |
| 2007 | Sweeney Todd: The Demon Barber of Fleet Street | Afgevinkt |           |           |                                     |
| 2009 | 9                                              |           |           | Afgevinkt |                                     |
| 2010 | Alice in Wonderland                            | Afgevinkt |           |           |                                     |
| 2012 | Dark Shadows                                   | Afgevinkt |           |           |                                     |
| 2012 | Abraham Lincoln: Vampire Hunter                |           |           | Afgevinkt |                                     |
| 2012 | Frankenweenie                                  | Afgevinkt | Afgevinkt | Afgevinkt | Animatiefilm                        |
| 2014 | Big Eyes                                       | Afgevinkt |           | Afgevinkt |                                     |
| 2016 | Alice Through the Looking Glass                |           |           | Afgevinkt |                                     |
| 2016 | Miss Peregrine's Home for Peculiar Children    | Afgevinkt |           |           |                                     |
| 2019 | Dumbo                                          | Afgevinkt |           | Afgevinkt |                                     |
| 2022 | Wednesday                                      | Afgevinkt |           | Afgevinkt | Televisieserie, 4 afl. geregisseerd |
| 2024 | Beetlejuice Beetlejuice                        | Afgevinkt |           | Afgevinkt |                                     |